# Birkenhead, Nam Úc

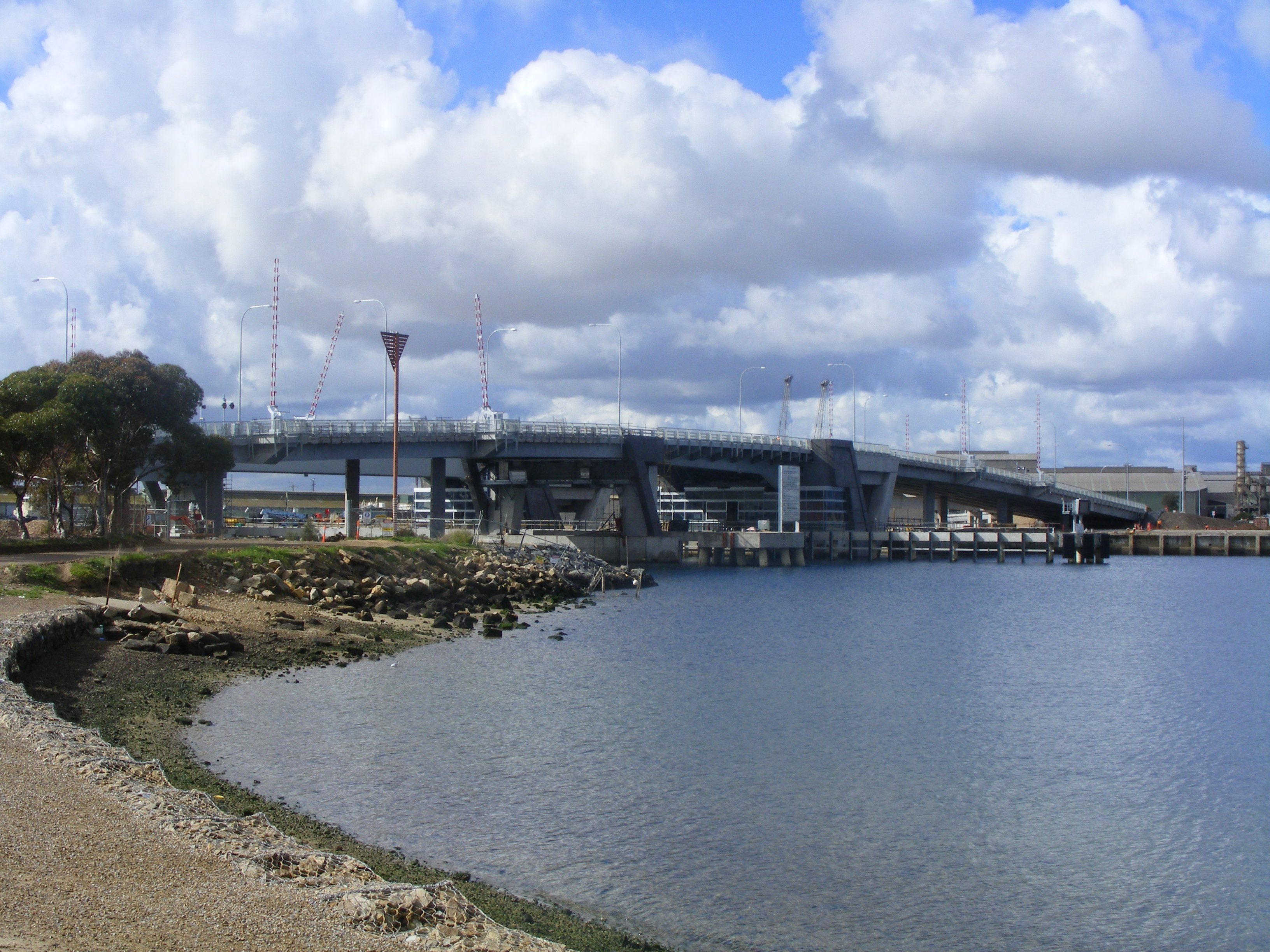
Cầu Tom 'Diver' Derrick tại Birkenhead, Nam Úc

Birkenhead, Nam Úc là một ngoại ô của Thành phố Port Adelaide Enfield ở miền tây bắc thành phố Adelaide, thủ đô tiểu bang Nam Úc, nước Úc. Mã bưu điện của ngoại ô là 5015. Khu này cách trung tâm thương mại của Adelaide 14 km, nằm trên bán đảo LeFevre. Các khu lân cận của nó là Peterhead, Exeter và Glanville.